# 岩菅山
岩菅山（いわすげやま、いわすごやま）は、長野県下高井郡山ノ内町にある山である。標高2,295m。日本二百名山の一つ。昔は岩巣護山と綴っていた事から「いわすごやま」とも呼ばれている。

## 概要
横手山などとともに志賀高原を構成する山の一つである。安山岩で構成されており、西の雑魚川と東の魚野川に挟まれて西側は緩やかな樹林帯、東側は急な崖となって魚野川に落ちている。
北東の方角の峰つづきに、岩菅山より高い裏岩菅山（2,341m）があり、志賀高原の最高峰になっている。裏岩菅山の北東にはさらに標高2,100 - 2,200m圏の稜線が、烏帽子岳（2,230m）付近まで4kmほども続いており、この長大な頂上稜線が岩菅山の一つの特徴となっている。

## 登山
高天ヶ原バス停から東館山、寺子屋峰を通り、ノッキリという分岐から岩菅山山頂、ノッキリからアライタ沢、小三郎小屋跡を通って一の瀬スキー場までのルート（全長18.5km）が「岩菅山登山コース」として整備されている。

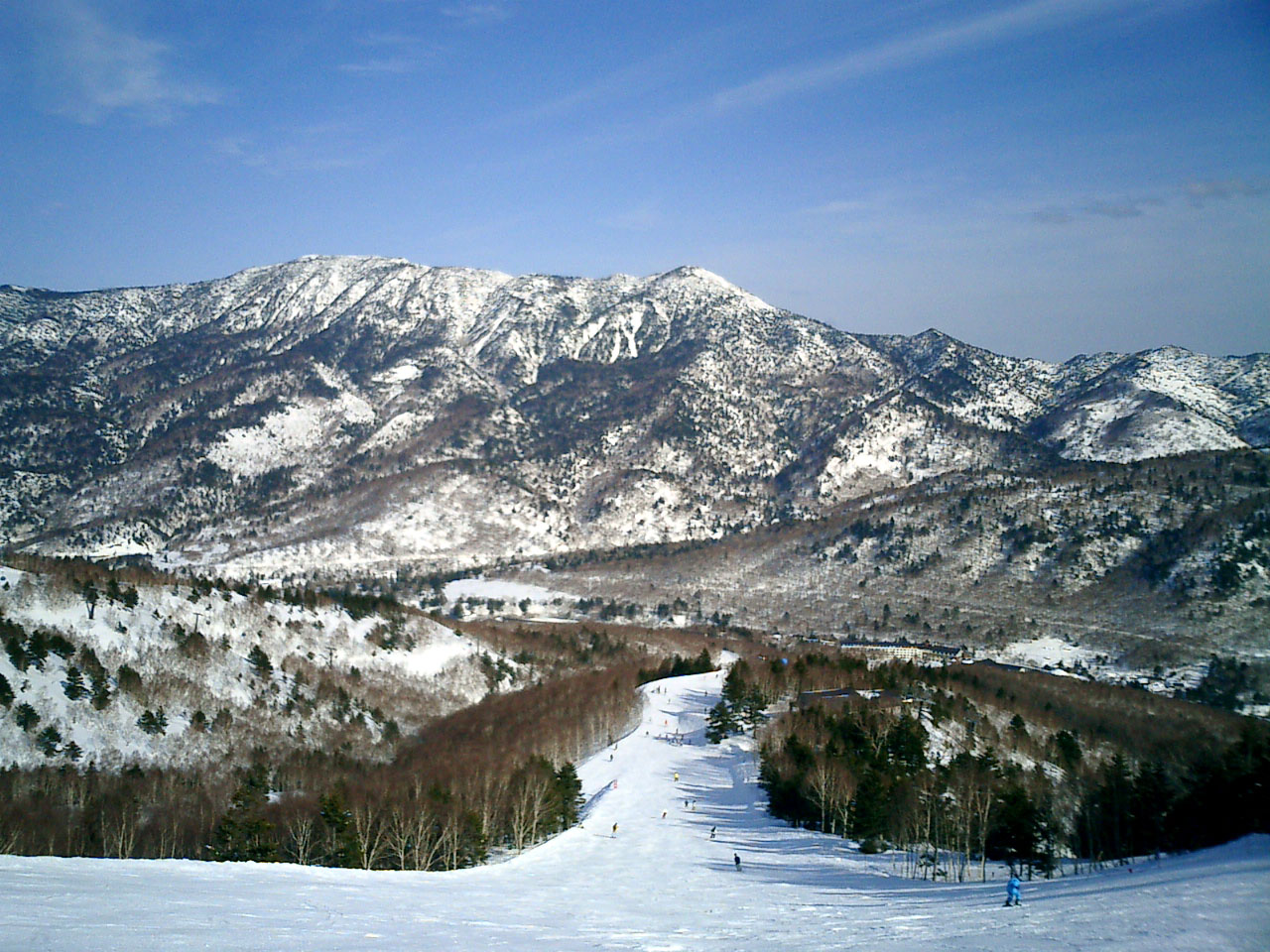
西方の焼額山から見た岩菅山
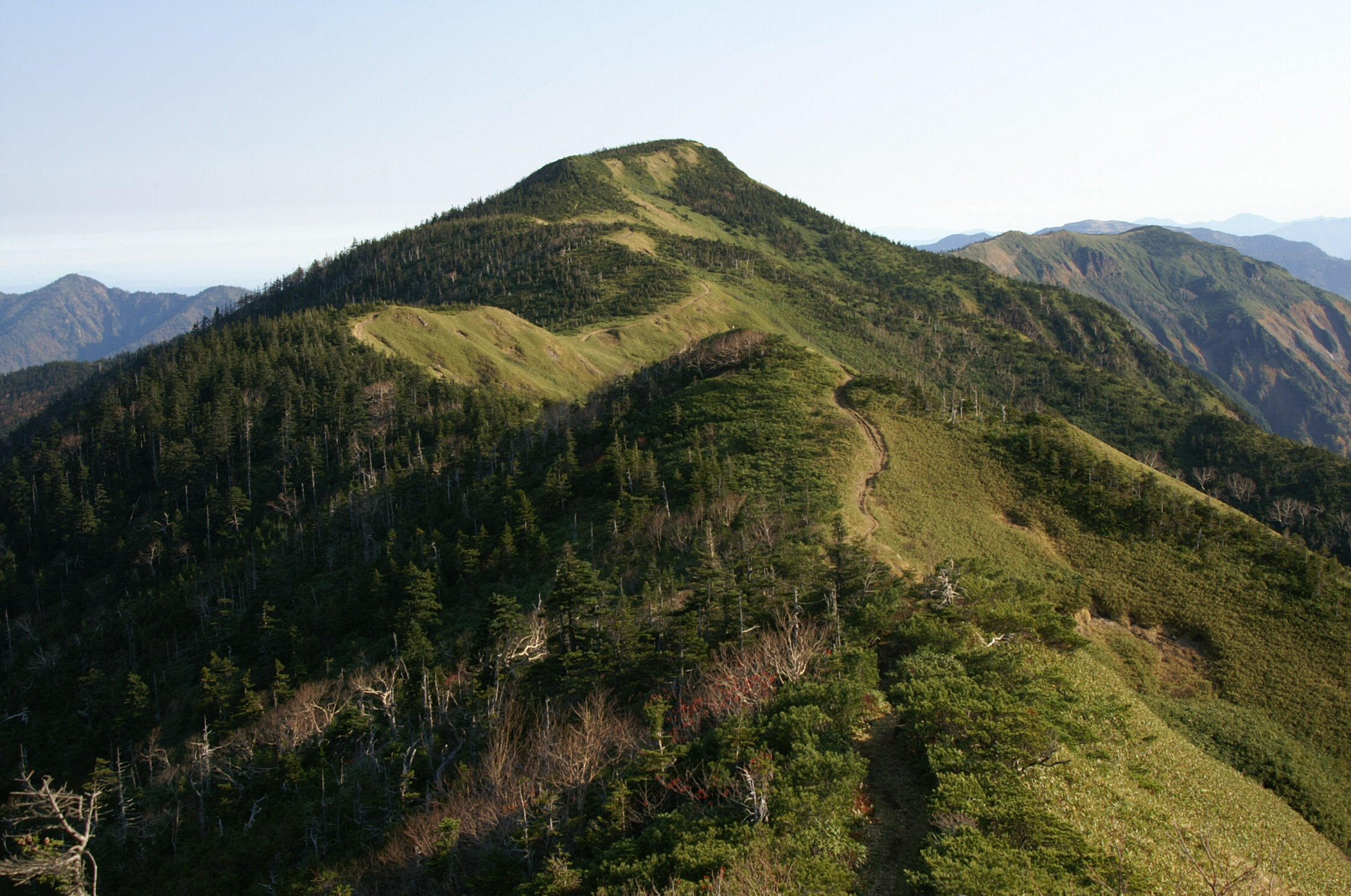
岩菅山から裏岩菅山
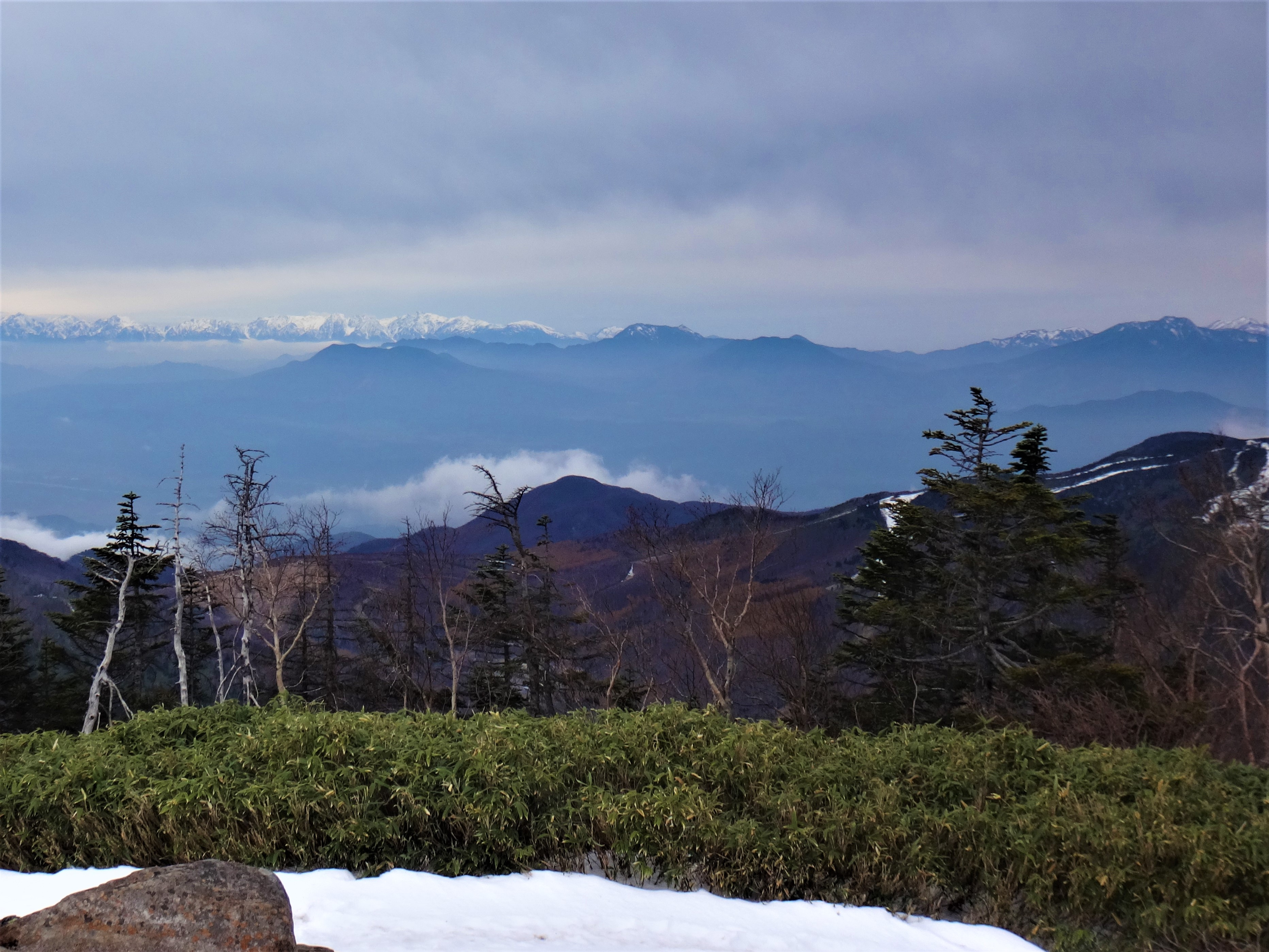
岩菅山から北アルプスと頸城三山

## 近隣の山
- 裏岩菅山
- 烏帽子岳